# Pseudochromis colei
Pseudochromis colei, thường được gọi là cá đạm bì đuôi sọc, là một loài cá biển thuộc chi Pseudochromis trong họ Cá đạm bì. Loài này được mô tả lần đầu tiên vào năm 1933.

## Phân bố và môi trường sống
P. colei phân bố ở phía tây Thái Bình Dương, là loài đặc hữu của Philippines, được tìm thấy tại đảo Culion, trải rộng về phía bắc đến phía đông đảo Palawan. P. colei được tìm thấy trong những khu vực có nhiều rạn san hô, đặc biệt là xung quanh những mỏm đá ngầm mọc đầy san hô mềm, ở độ sâu khoảng 18 – 35 m.
P. colei được biết đến qua một mẫu gốc tại Culion. Tuy nhiên, người ta vẫn không thể biết được màu sắc sống của loài này như thế nào. Gần 70 năm sau đó, P. colei được mô tả lại dựa trên mẫu vật sống thu thập tại Palawan.

## Mô tả
P. colei trưởng thành dài khoảng 4 cm. Toàn thân của P. colei có màu trắng, với một sọc màu nâu đen bắt đầu từ mõm, băng qua mắt, kéo dài lên gần vây lưng tới phần trên của vây đuôi. Sọc đen này có những đường gạch màu vàng ánh như những mũi khâu. Phần bụng có một khoảng màu hồng với những"mũi khâu"màu hồng đậm hơn. P. colei có vẻ ngoài khá giống với loài họ hàng Pseudochromis perspicillatus, nhưng P. perspicillatus chỉ có duy nhất một dải đen kéo dài từ đỉnh đầu qua suốt vây lưng.
Số gai ở vây lưng: 3; Số vây tia mềm ở vây lưng: 24; Số gai ở vây hậu môn: 3; Số vây tia mềm ở vây hậu môn: 14 - 15; Số đốt sống: 26.
Thức ăn của P. colei có lẽ là rong tảo và các sinh vật phù du nhỏ.